# Santa Cruz (kommun i Brasilien, Paraíba)
Santa Cruz är en kommun i Brasilien.   Den ligger i delstaten Paraíba, i den östra delen av landet, 1 500 km nordost om huvudstaden Brasília. Antalet invånare är 6 471. Arean är 210 kvadratkilometer.
Terrängen i Santa Cruz är platt åt nordväst, men åt sydost är den kuperad.
Omgivningarna runt Santa Cruz är huvudsakligen savann. Runt Santa Cruz är det ganska glesbefolkat, med 24 invånare per kvadratkilometer.